# Margelopsis hartlaubii
Margelopsis hartlaubii is een hydroïdpoliep uit de familie Margelopsidae. De poliep komt uit het geslacht Margelopsis. Margelopsis hartlaubii werd in 1903 voor het eerst wetenschappelijk beschreven door Browne. 